# Glória Perez
Glória Maria Rebelo Ferrante Perez, née le 25 septembre 1948 à Rio Branco, dans l'État de l'Acre, est une scénariste de telenovelas brésilienne.

## Filmographie
- 1983 : Eu Prometo, Rede Globo, coécriture
- 1984 : Partido Alto, Rede Globo
- 1987 : Carmem, Rede Manchete
- 1990 : Barriga de Aluguel, Rede Globo
- 1990 : Desejo, Rede Globo
- 1992 : De Corpo e Alma, Rede Globo
- 1995 : Explode Coração, Rede Globo
- 1998 : Pecado Capital, Rede Globo
- 1998 : Hilda Furacão, Rede Globo
- 1998 : Mulher, Rede Globo, coécriture
- 2001 : O Clone, Rede Globo
- 2003 : A Diarista (épisode pilote), Rede Globo
- 2005 : América, Rede Globo
- 2007 : Amazônia, Rede Globo
- 2009 : Caminho das Índias, Rede Globo
- 2010 : El Clon (remake de Le Clone), Telemundo
- 2012 : Salve Jorge, Rede Globo